# François Duprez
Pour les articles homonymes, voir Dupré.
François Duprez, né le 12 mars 1908 à Tourcoing et mort en déportation le 10 mai 1944 à Sonnenburg, est un résistant français, responsable du réseau d'évasion Pat O'Leary en région lilloise de juin 1940 jusqu'en décembre 1941.

## Biographie
Employé à la mairie de La Madeleine en banlieue de Lille, il s’engage dans le sauvetage de soldats dès l’été 1940. Il héberge des combattants alliés à son domicile.
Il rédige de faux papiers pour faciliter les évasions des soldats alliés, cette activité l'ayant révélé à la Gestapo. Il est trahi par un sergent déserteur de l'armée britannique, escroc avant-guerre, Harold Cole. Il est arrêté le 6 décembre 1941 et son épouse continuera par la suite à héberger des soldats.
Déporté de Lille le 5 août 1942 à destination de Bruxelles, il est interné à la prison de Sonnenburg et tué en déportation le 10 mai 1944.
Il est fait Chevalier de la Légion d'honneur.

## Distinctions
- Chevalier de la Légion d'honneur

- Médaille de la Résistance française à titre posthume (décret du 31 mars 1947)